# Orchestra del Minnesota
L'Orchestra del Minnesota (in inglese Minnesota Orchestra), con sede a Minneapolis (Minnesota), è considerata una delle più celebri orchestre sinfoniche statunitensi.

## Storia
Fondata dal direttore d'orchestra Emil Oberhoffer con il nome di Minneapolis Symphony Orchestra, eseguì il concerto di debutto il 5 novembre 1903. La prima trasferta regionale fu nel 1907 ed il debutto alla Carnegie Hall nel 1912. Nel 1968 il nome dell'orchestra è cambiato in Orchestra del Minnesota (Minnesota Orchestra).
Fuori dagli Stati Uniti l'orchestra ha suonato in Australia, Canada, Europa, Estremo Oriente, America Latina, Medio Oriente e Sudafrica. La programmazione prevede circa 175 programmi all'anno, eseguiti principalmente alla Orchestra Hall, nel centro della città di Minneapolis, con un'affluenza di circa 300.000 persone.
Dal 1980 l'orchestra chiude la sua stagione con il festival estivo 'Sommerfest'.
A Minneapolis è presente anche un'altra orchestra, la St. Paul Chamber Orchestra.

## Direttori musicali
- Emil Oberhoffer (1903-1922)
- Henri Verbrugghen (1923-1931)
- Eugene Ormandy (1931-1936)
- Dimitri Mitropoulos (1937-1949)
- Antal Doráti (1949-1960)
- Stanislaw Skrowaczewski (1960-1979)
- Neville Marriner (1979-1986)
- Edo de Waart (1986-1995)
- Eiji Oue (1995-2002)
- Osmo Vänskä (2003 - presente)

## Discografia
Nel 1954 l'orchestra realizzò la prima registrazione discografica dei balletti di Pëtr Il'ič Čajkovskij, Il lago dei cigni, La bella addormentata e Lo schiaccianoci. Nello stesso anno venne registrata l'Ouverture 1812, dello stesso autore, utilizzando un vero colpo di cannone.
Nel 1998 l'album Tchaikovsky, 1812 Festival Orchestra, Op. 49 (Original Scoring)/Capriccio Italien. Op. 45 - Antal Dorati/Minneapolis Symphony Orchestra/University Of Minnesota Brass Band del 1954 per la Mercury vince il Grammy Hall of Fame Award. 
Nel 1999 l'album Mahler, Symphony No. 1 In D Major "Titan" - Minneapolis Symphony Orchestra/Dimitri Mitropoulos del 1940 per la Columbia (Sony) vince il Grammy Hall of Fame Award.
L'attuale direttore, Osmo Vänskä, ha recentemente dato avvio alla registrazione dell'integrale delle sinfonie di Beethoven.
Sibelius: Symphonies Nos. 1 & 4 - Minnesota Orchestra & Osmo Vanska, 2013 BIS - Grammy Award for Best Orchestral Performance 2014